# بهروز سلیمانجاه
بهروز سلیمانجاه (زاده ۱۵ فروردین ۱۳۱۷ در اردبیل- درگذشته ۱ خرداد ۱۳۹۵ در تهران) سرتیپ نیروی زمینی ارتش ایران و از فرماندهان جنگ ایران و عراق بود.
وی در مسئولیت‌هایی همچون فرماندهی لشکر ۲۱ حمزه، معاونت هماهنگ‌کننده نیروی زمینی ارتش، معاونت بازرسی ستادکل نیروهای مسلح و معاونت اطلاعات و عملیات ستادکل نیروهای مسلح، همچنین به‌عنوان رئیس دانشگاه عالی دفاع ملی فعالیت کرده‌است.
سلیمانجاه در طول جنگ ایران و عراق، فرماندهی قرارگاه جنوب را برعهده داشت. وی در سال ۱۳۶۸ نشان درجه ۳ فتح دریافت کرد. سلیمانجاه در تاریخ ۱ خرداد ۱۳۹۵ در تهران درگذشت.

## تألیف
«سلیمان جاه» نام کتابی است که هفتاد سال خاطرات سرتیپ بهروز سلیمانجاه را روایت می‌کند. این اثر بخش عمده زندگی این نظامی ایرانی، از ابتدای تولد تا پایان سال ۱۳۶۳ و اتمام عملیات بدر را در بر می‌گیرد. سلیمانجاه سال‌ها در جبهه جنگ شرکت کرد و توانست با فرماندهی در رده‌های مختلف، نقش مهمی را در جنگ ایران و عراق ایفا کند.